# Cuabcapula
Cuabcapula är en ort i Mexiko.   Den ligger i kommunen Ajalpan och delstaten Puebla, i den sydöstra delen av landet, 250 km sydost om huvudstaden Mexico City. Cuabcapula ligger 2 236 meter över havet och antalet invånare är 783.
Terrängen runt Cuabcapula är kuperad västerut, men österut är den bergig. Terrängen runt Cuabcapula sluttar österut. Runt Cuabcapula är det ganska tätbefolkat, med 111 invånare per kvadratkilometer. Närmaste större samhälle är Telpatlán, 15,9 km nordväst om Cuabcapula. I omgivningarna runt Cuabcapula växer i huvudsak blandskog.